# 贝迪
贝迪（Bedi），是印度古吉拉特邦Jamnagar县的一个城镇。总人口18771（2001年）。

## 人口
该地2001年总人口18771人，其中男性9591人，女性9180人；0—6岁人口3386人，其中男1790人，女1596人；识字率32.92%，其中男性为46.74%，女性为18.47%。